# Entrée d'artistes

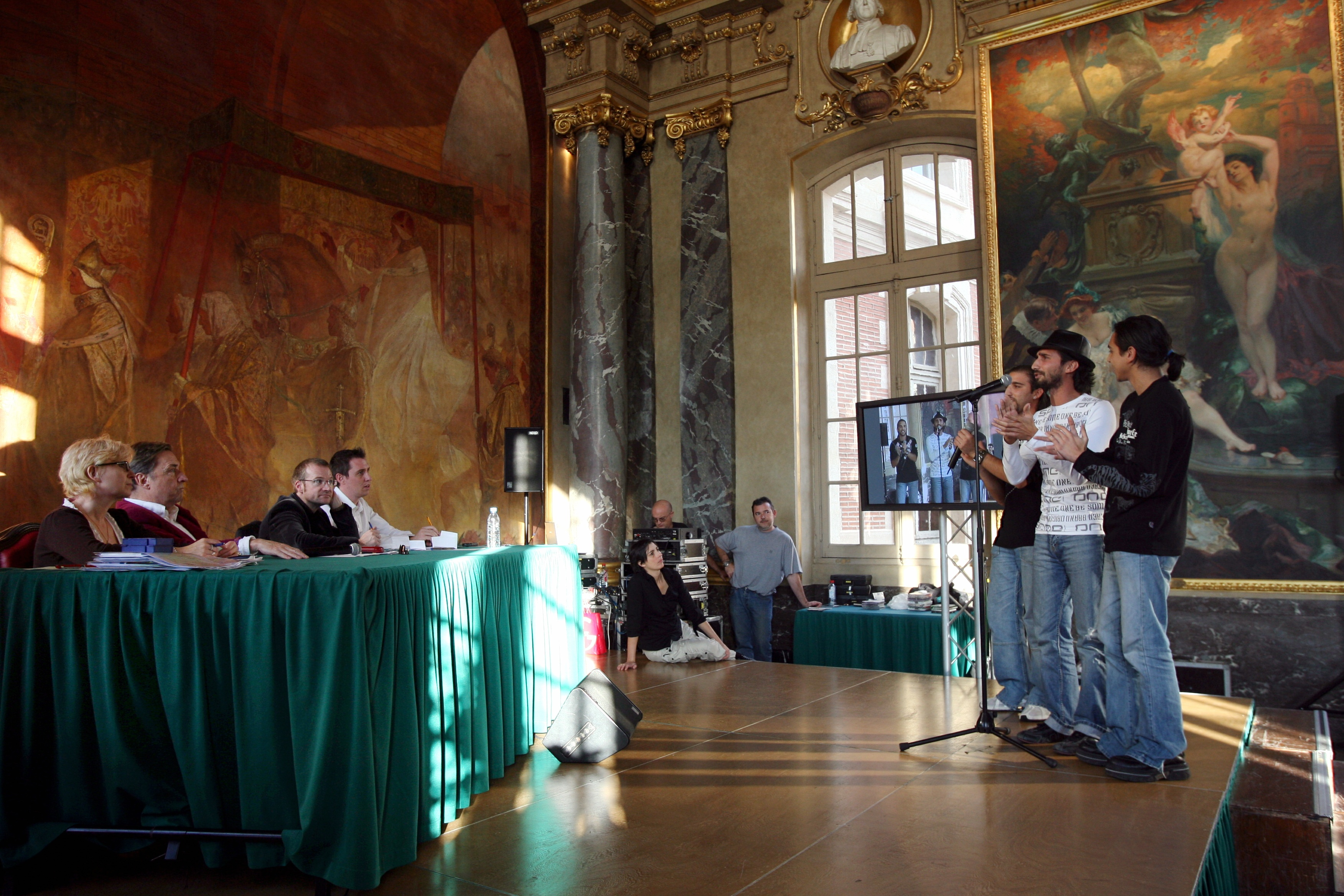
Casting pour l'émission à Toulouse en 2006.

Entrée d'artistes est un télé-crochet présenté par Pascal Sevran et diffusé sur France 2 le dimanche à midi, en lieu et place de Chanter la vie.
Quatre saisons ont eu lieu entre 2004 et 2007. La première édition en 2004 vit la victoire d'Allan Vermeer. En 2005, la gagnante de la deuxième saison est Marie Louva. La gagnante de la troisième édition en 2006 fut Virginie Pouchain, qui sera par la suite la représentante de la France à l'eurovision de 2006. La dernière édition fut remportée par Eléonore.
Deux compilations ont été enregistrées avec les participants (un CD pour la saison 1 et 2).
Cette émission permit de révéler plusieurs artistes tels que Allan Vermeer, Lorène Devienne, Stéfi Celma, Virginie Pouchain, Jérémy Amelin ou encore Arno Diem.

## Castings
Les castings en 2006 se déroulent en amont dans des villes comme Toulouse, Marseille ou Paris.